# Río de Hielo Juárez
Río de Hielo Juárez är en ort i Mexiko.   Den ligger i kommunen San Sebastián Tecomaxtlahuaca och delstaten Oaxaca, i den sydöstra delen av landet, 260 km söder om huvudstaden Mexico City. Río de Hielo Juárez ligger 2 042 meter över havet och antalet invånare är 276.
Terrängen runt Río de Hielo Juárez är kuperad åt nordost, men åt sydväst är den bergig. Runt Río de Hielo Juárez är det ganska glesbefolkat, med 43 invånare per kvadratkilometer. Närmaste större samhälle är Santiago Juxtlahuaca, 10,5 km nordost om Río de Hielo Juárez. I omgivningarna runt Río de Hielo Juárez växer huvudsakligen savannskog.